# Ernsee
Ernsee ist ein Stadtteil von Gera.

## Lage

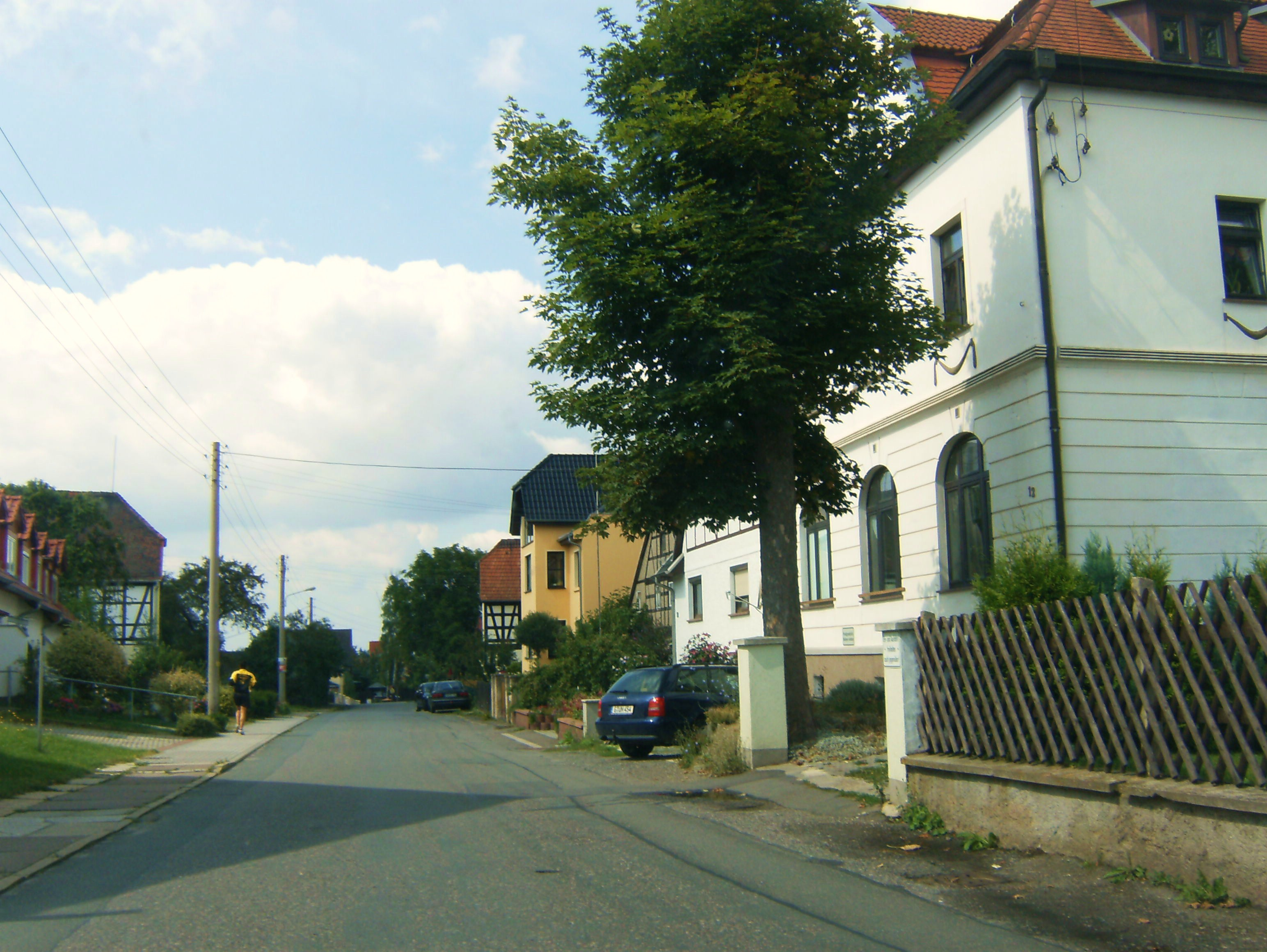
Im Ort

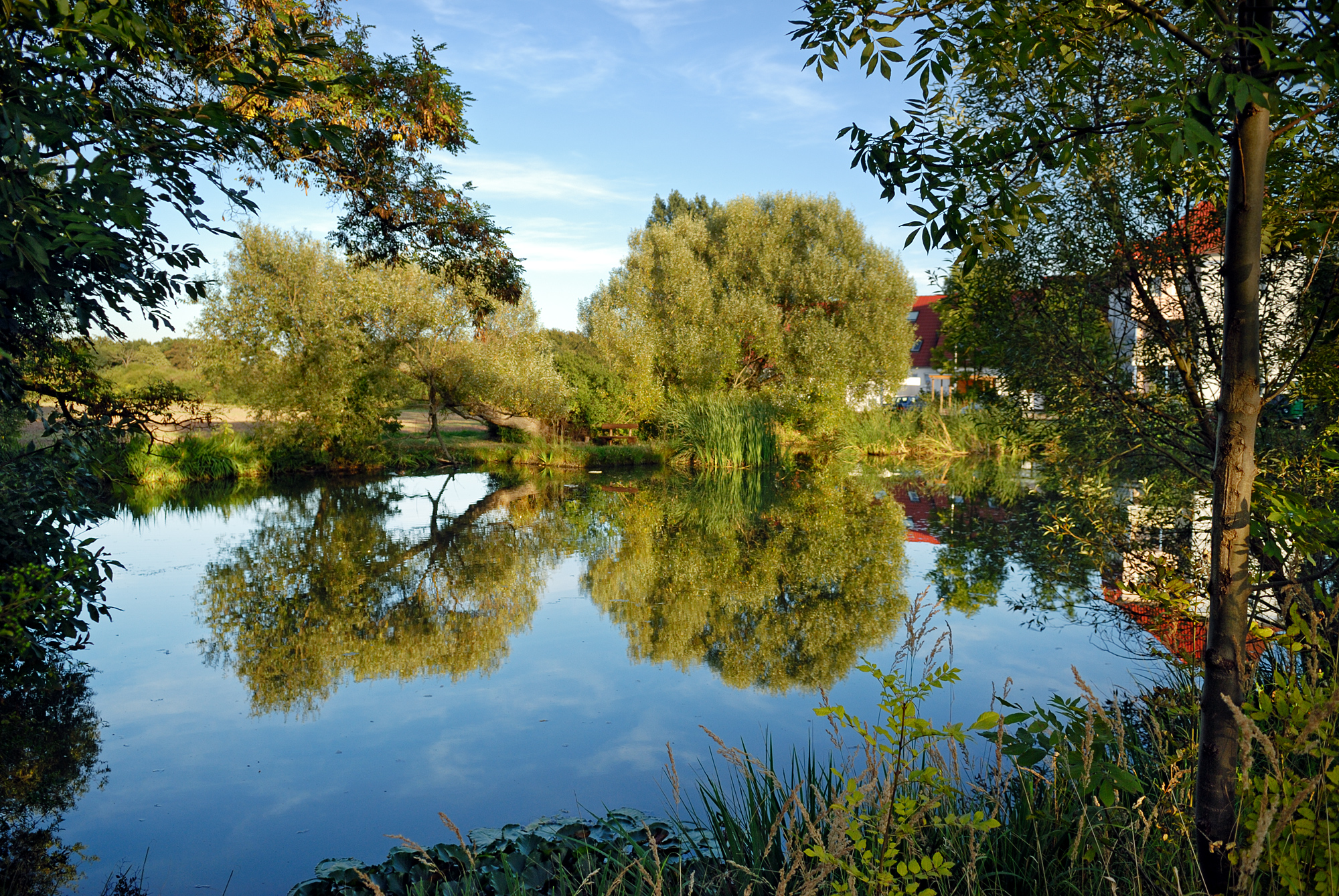
Ernseer Teich

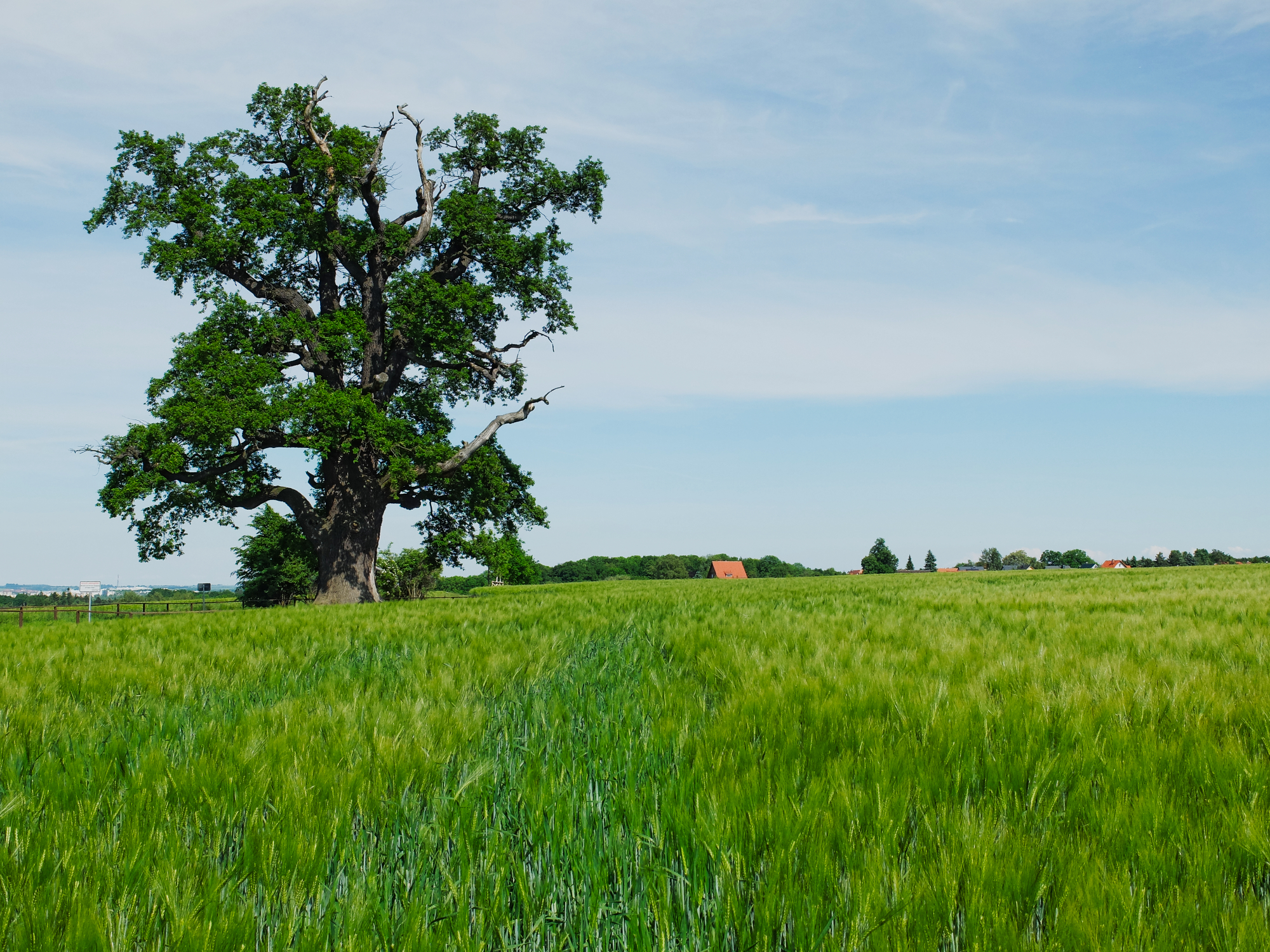
Kalte Eiche

Ernsee liegt etwa 300 Meter über NN auf einer Hochfläche, die im Osten vom Tal der Weißen Elster (in dem sich die Stadt Gera erstreckt), im Norden vom Erlbach- und im Süden/Südwesten vom Saarbachtal begrenzt wird. Der Ort bildet das Zentrum einer Rodungsinsel im Geraer Stadtwald, die sich zum Saarbachtal hin öffnet.

## Geschichte
Ernsee wurde am 25. März 1397 als Irnse erstmals erwähnt: Ein Peczolt von Irnse wird als Zeuge in einer Urkunde des Heinrich Reuß zu Plauen genannt. 1533 wird der Ort als Irnsehe erwähnt; die Bedeutung des Namens ist unklar. Ferdinand Hahn hält eine an dieser Stelle befindliche vorchristliche Verehrungsstätte für die Göttin Herth oder Isis als namensgebend möglich. Am Westhang des Lessengraben nördlich von Ernsee ist noch der Turmhügel einer verschwundenen Burg auszumachen, eine sogenannte Wüstung. Eine frühere Verbindung zur Kirche der heutigen Wüstung Pottendorf (nordwestlich von Ernsee) ist nicht auszuschließen, lässt sich aber urkundlich nicht belegen.
Die Entstehung des Ortes ist mit großer Wahrscheinlichkeit im Zusammenhang mit Schloss Osterstein zu sehen, das über mehrere Jahrhunderte nachweisbare Kammergut Ernsee diente der Versorgung des Schlosses, insbesondere der Schafzucht. 1827 umfasst der Ort ein herrschaftliches Vorwerk, eine Schäferei, eine Försterei, 15 Häuser und 85 Einwohner.
Ernsee pfarrte, begrub und schulte traditionell nach Frankenthal – wobei der Schulort des Kirchspiels Frankenthal etwa ab 1600 Scheubengrobsdorf war, hier wurden die Kinder aus dem Kirchspiel, d. h. auch aus Ernsee sowie Scheubengrobsdorf, Windischenbernsdorf und Töppeln unterrichtet. Im 19. Jahrhundert bekamen diese Orte nach und nach eigene Schulen, Ernsee schulte nach Untermhaus.
Aufgrund der guten Lage wurde um 1900 in Ernsee eine Lungenheilstätte errichtet; 1927/28 vollständig saniert, existierte sie bis 1997.
Am 1. Oktober 1922 wurde Ernsee im Zuge des neuen Thüringer Kreiseinteilungsgesetzes – im seit 1920 bestehenden Land Thüringen wurden 1922 die Kreise gebildet, wie sie bis 1952 Bestand hatten; dabei erhielt Gera Kreisfreiheit – in die Stadt Gera eingemeindet.
Um 1930 entstand nordöstlich des Ortes an der Straße nach Untermhaus die Siedlung Hammelburg.
1943 musste die an der Wegekreuzung Ernsee-Töppeln-Rubitz stehende „Diebseiche“ gefällt werden, ihr Alter wurde auf 550 bis 560 Jahre geschätzt. Ihren Namen verdankte sie dem Umstand, dass sie über die Jahrhunderte Treff- und Sammelpunkt marodierender Räuberbanden war.
1947 wurde in einem ehemaligen Gasthof ein Kindererholungsheim eingerichtet; heute befindet sich in diesem Komplex das Kinder- und Jugendheim der Stadt Gera.

## Politik
Ernsee hat keine Ortsteilverfassung, somit auch keinen Ortsteilrat und keinen Ortsteilbürgermeister.

## Entwicklung der Einwohnerzahl
| Jahr      | 1864 | 1910 | 2008 |
| Einwohner | 128  | 169  | 575  |

## Verkehr
- Ernsee ist über die Buslinie 10 der GVB an das Geraer Stadtzentrum angeschlossen.
- Die Hauptanbindung für Kraftfahrzeuge erfolgt von Süden am Geraer Waldklinikum vorbei (Abzweig von der Bundesstraße 2); kleinere Straßen führen nach Untermhaus sowie nach Frankenthal und Scheubengrobsdorf.
- Nächstgelegener Bahnhof ist der Hauptbahnhof Gera.

## Sehenswürdigkeiten

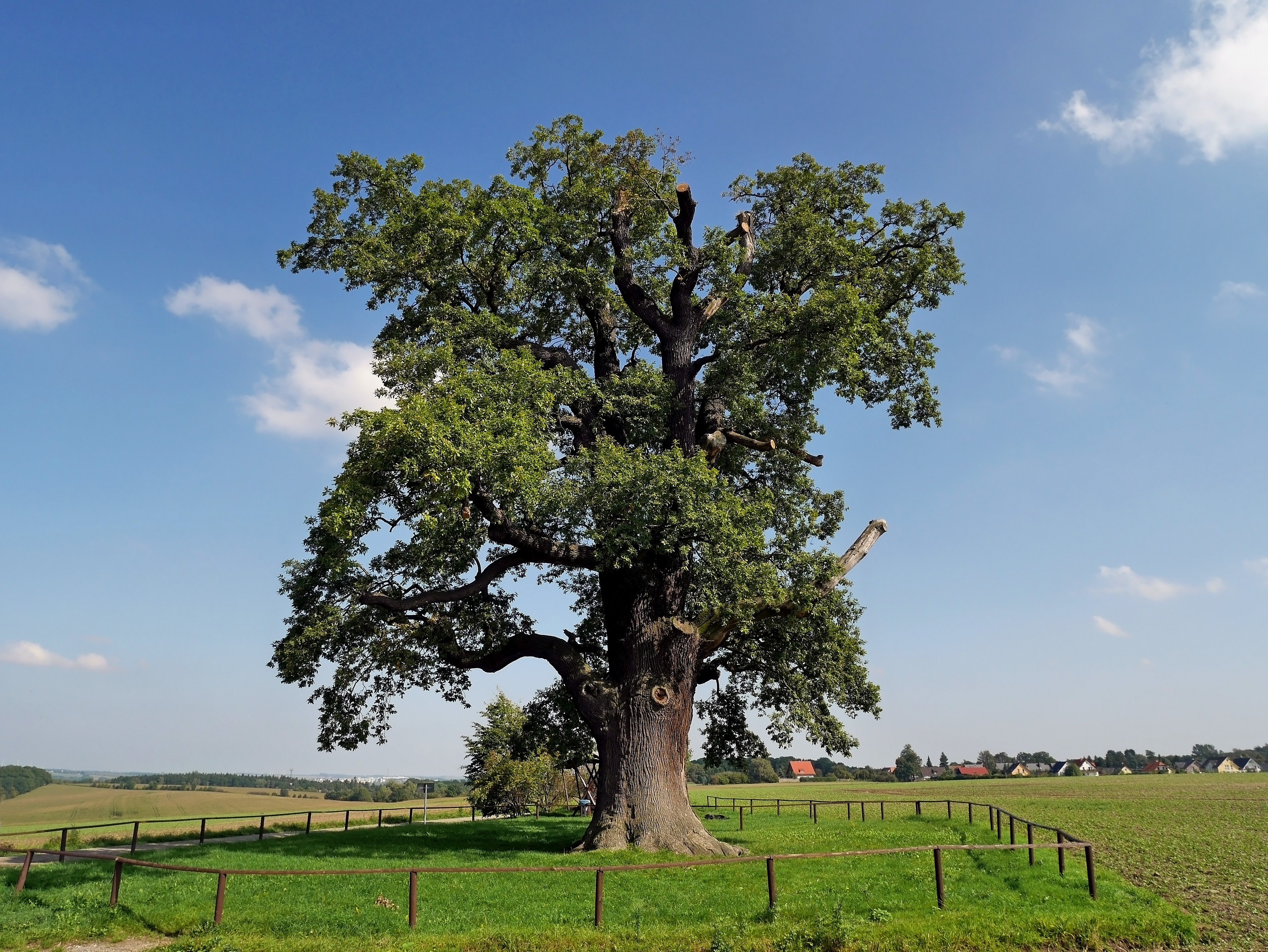
Kalte Eiche

Wahrzeichen von Ernsee ist die Kalte Eiche, eine über 450 Jahre alte Stieleiche und ein bekanntes Naturdenkmal. Der Brusthöhenumfang beträgt 7,00 m (2014).

## Bildung
1976 wurde im Ort eine Forstwirtschaftliche Fachschule eingerichtet.
Die nächstgelegenen Kindereinrichtungen sind die
- Kindertagesstätte Kinderparadies in Untermhaus und die
- Kindertagesstätte Am Zauberwald in Frankenthal.

Zuständige Grundschule ist die
- 2. Staatliche Grundschule Otto Dix in Untermhaus.

Nächstgelegene Regelschule ist die
- Staatliche Regelschule Otto Dix in Untermhaus.

## Religion
Ernsee ist Sitz der Evangelischen Christengemeinde Gera-Ernsee, einer Pfingstgemeinde im BFP.

## Persönlichkeiten
- Werner Plarre (1920–1999), Agrarwissenschaftler